# Beekeeper: El protector
Beekeeper: El protector és una pel·lícula de thriller d'acció estatunidenca de 2024 dirigida per David Ayer i escrita per Kurt Wimmer. La pel·lícula és protagonitzada per Jason Statham, Emmy Raver-Lampman, Josh Hutcherson, Bobby Naderi, Phylicia Rashad, Jemma Redgrave i Jeremy Irons. Quan la seva amable propietària se suïcida després de perdre els fons de la seva ajuda de beneficència d'una estafa de pesca, Adam Clay, un antic agent de l'"apicultor", emprèn una campanya brutal per venjar-se dels responsables. S'ha doblat i subtitulat al català.
Beekeeper es va estrenar als Estats Units a càrrec d'Amazon MGM Studios sota el segell Metro-Goldwyn-Mayer el 12 de gener de 2024. La pel·lícula va recaptar 152,7 milions de dòlars a tot el món, la qual cosa la va convertir en la desena pel·lícula més taquillera del 2024.

## Repartiment
- Jason Statham com a Adam Clay
- Emmy Raver-Lampman com l'agent Verona Parker
- Josh Hutcherson com a Derek Danforth
- Bobby Naderi com l'agent Matt Wiley
- Minnie Driver com el director Janet Harward
- David Witts com a Mickey Garnett
- Michael Epp com a Pettis
- Taylor James com a Lazarus
- Jemma Redgrave com el president Danforth
- Enzo Cilenti com a Rico Anzalone
- Phylicia Rashad com a Eloise Parker
- Jeremy Irons com a Wallace Westwyld